# Jack Rickards
Jack Rickards (ur. 12 października 1928, zm. 6 maja 1986 w Harare) – rodezyjski (zimbabwejski) strzelec, olimpijczyk. 
Startował na igrzyskach w 1964 roku (Tokio). Zajął 49. miejsce w trapie.

## Wyniki olimpijskie
| Igrzyska | Konkurencja | Wynik      | Miejsce | Źródło |
| -------- | ----------- | ---------- | ------- | ------ |
| IO 1964  | Trap        | 174 punkty | 42.     | [ 2 ]  |